# بخش نووفارشافسکی
بخش نووفارشافسکی (به لاتین: Novovarshavsky District) یک منطقهٔ مسکونی در روسیه است که در استان اومسک واقع شده‌است.